# Васильєв Олексій Михайлович
Олексій Михайлович Васильєв (26 квітня 1939, Ленінград) — радянський та російський історик, африканіст. Заслужений діяч науки Російської Федерації.

## Біографія
У 1956 році поступив у МДІМВ. Проходив стажування у Каїрському університеті (1960-1961).
У 1962 році закінчив факультет міжнародних відносин МДІМВ.
У 1966 році закінчив аспірантуру (заочно) Інституту сходознавства АН СРСР.

## Наукові роботи
- Африка и вызовы XXI в. — М., 2012.[1]
- Рецепты арабской весны. — М.: Алгоритм, 2012 г.
- King Faisal of Saudi Arabia. Personality, Faith and Times. — London, 2012.
- Король Фейсал. Личность. Эпоха. Вера. (арабською мовою). — Бейрут, 2012.
- Король Фейсал. Личность. Эпоха. Вера. — М., 2010.
- Египет и египтяне. — 3-е изд., перераб. и доп. — М.: 2008.
- Ближневосточный конфликт: состояние и пути урегулирования. — М.: 2007
- Африка — падчерица глобализации. — М., 2003.
- Приватизация: Сравнительный анализ: Россия, Центральная Азия, арабские страны. — М.: 2002.
- Иракская агрессия против Кувейте. в зеркале российской прессы. — М., 2000.
- Аннотированная библиография Саудовской Аравии. — М., 2000.
- История Саудовской Аравии (1745 — конец XX в.). — М., 1999.
- The History of Saudi Arabia. — London: 1998.
- Россия на Ближнем и Среднем Востоке: От мессианства к прагматизму. (арабською мовою). — Каир: 1996.
- История Саудовской Аравии от середины 18 в. до конца 20 в. (арабською мовою). — Бейрут: 1995.
- Египет и египтяне. — 2-е изд., испр. и доп. (арабською мовою) — Бейрут: 1994.
- История Саудовской Аравии от середины 18 в. до конца 20 в. — М., 1994.
- Russian Policy in the Middle East: From Messianism to Pragmatism. — Reading: 1993.
- Россия на Ближнем и Среднем Востоке: от мессианства к прагматизму. — М., 1993.
- Египет и египтяне. (естонською мовою). — Таллинн: 1992.
- Египет и египтяне. (латиською мовою). — Рига: 1990.
- Мост через Босфор. — 2-е изд., перераб. и доп. — М.: 1989.
- Египет и египтяне. (арабською мовою) — М., 1989.
- Корни тамариска. — М., 1987.
- Египет и египтяне. — М., 1986.
- История Саудовской Аравии — [Изд. испр. и доп.] (арабською мовою). — М.: 1986.
- Персидский залив в эпицентре бури. (вірменською мовою) — Ереван: 1986.
- Персидский залив под прицелом Пентагона. (арабською мовою). — М.: 1984.
- Персидский залив в эпицентре бури. — М., 1983.
- Библиография Саудовской Аравии. — М.: 1983.
- История Саудовской Аравии (1745—1973). — М.: 1982.
- Нефть залива и арабская проблема. (арабською мовою). — Каир:. 1979.
- Мост через Босфор. — М., 1979.
- Трудный перевал. — М., 1977.
- Факелы Персидского залива. — М.: 1976.
- Факелы Персидского залива. (мовою фарсі). — Тегеран, 1358.
- Путешествие в «Арабиа Феликс». — М.: 1974.
- Ракеты над цветком лотоса: Вьетнам в дни войны. — M.: 1970.
- Пуритане ислама? Ваххабизм и первое государство Саудидов в Аравии, (1744/45-1818). — М.: 1967.
- Нефть: монополии и народы. — М.: 1964.
- Монополии и народы. (болгарською мовою). София: 1965.